# 小沢昭一の小沢昭一的こころ
『小沢昭一の小沢昭一的こころ』（おざわしょういちのおざわしょういちてきこころ）は、TBSラジオおよびTBSプロネックス（2012年9月まではテレコム・サウンズ、現在：TBSグロウディア）の制作、TBSラジオをキーステーションに、JRN加盟各局で平日の異なる時間に日本国内で39年間にわたり放送されていた、ラジオトーク番組（モノローグ番組）であった。
放送期間は、1973年1月8日から2012年12月28日（キー局のTBSラジオは、12月14日）まで放送された。
番組開始から1998年4月3日まで、トヨタ自動車・トヨタディーラー（トヨタの販売店）が一社提供を務めており、原則全国同時ネットで放送された。
毎週月曜日に、翌週分の収録が行われていた。
タイトル名も「小沢昭一です」ならぬ、もちろん『小沢昭一の小沢昭一的こころ』が正式だった。また、単に「小沢昭一的こころ」とも呼ばれていた。また、新聞ラジオ欄等では、「小沢昭一的心」、｢小沢昭一｣、｢昭一｣、｢昭一的心｣、または｢心｣ とそれぞれ表記する場合も多かった。
なお、小沢本人の著書等によるトーク締めの雄叫びについては、「また明日のこころだぁ!!」または「来週のこころまでぇ!!」ではなく、「また明日のこころだァーッ。」または「また来週のこころまでェーッ。」というのが、正しい表記であった。
また、長寿番組として、TBSラジオの看板番組の一つでもあった。番組終了から10年以上が経過した2023年も引き続き、永久保存版等として、当番組の過去の放送の傑作選CDの販売は継続しており、TBSショッピングで購入することができる。

## 概要
1962年3月から1969年4月までTBSラジオで放送された『森繁の重役読本』の後継番組として企画された。出演者の小沢が（パーソナリティを）“口演”と称し、週代わりのテーマ（「○○について考える」）に沿って（番組開始当初から）、小沢さん本人の軽妙な節回しでの話術で物語る。扱うテーマは時事問題から下ネタまで幅広く、永年の固定ファンが多かった。落語家の五代目柳家小さんが「本当の現代の落語」とつぶやいたというエピソードを弟子の柳家小三治が残している。
｢宮坂さん｣なる架空の人物が、概ねストーリーの主人公を務める。番組初期には「昭和ヒトケタ」の働き盛り、かつ悲哀漂うサラリーマンの設定（実際には小沢の分身的な役回り）が多かった宮坂さんも、小沢が年輪を重ねるに従い「宮坂お父さん」「宮坂薬局店長の宮坂さん」等、第一線から退いたことを伺わせる表現が用いられるようになった。
本番組プロデューサーの坂本正勝を揶揄した「ノーテンキプロデューサー」、宮坂さん行きつけのバーの「れいこママ」と「詩人のヒモ（タロウ）」、子供「とおる」「ななえ」等、固有名詞を持つ脇役も登場するが、宮坂夫人は｢奥方｣或いは｢お前｣で特に名は無かったが、2010年5月19日放送分で夫の宮坂さんに「アリコ」とよばれ、ナレーションで「有子（ユウコ）」という名前であることが明かされた。ナレーションも含め、これら全員を小沢が独演する。
猛妻の尻に敷かれ子供らに疎んじられる「中年男の悲哀」を基本に、「愚痴を交え、斜に構えた蘊蓄を世事に傾ける」「落ちと言った落ちが無い（その都度テーマを変え、次回に期待を抱かせつつ延々と続く）」路線は、前身の「森繁の重役読本」からそっくり承継されたもの。
過去の放送内容の一部は「小沢昭一的こころ」として書籍化され、最晩年となった2012年にも「ラジオのこころ」のタイトルで文春新書の一冊として出版された。
1983年1月30日19:00 - 20:55には、本番組をもとにした特別番組「小沢昭一SP「元祖・蒲田行進曲」」（おざわしょういちSPがんそ・かまたこうしんきょく）が放送された。蒲田で生まれ育った少年・青年期の小沢自身について語ったものであり、同年の民放連賞（日本民間放送連盟賞ラジオ娯楽番組部門最優秀賞）・ギャラクシー賞（制定20周年記念・特別賞）を受賞した。
この1983年にアポロン音楽工業より、「特撰小沢昭一的こころ」（カセットテープ全5巻）が発刊された。
- 1巻 背中丸めて屋台について考える/タッチさわるについて考える
- 2巻 ヒラヒラ、パッと裾について考える/何かと便利な輪ゴムについて考える
- 3巻 花は霧島 混合入浴旅：その1/花は霧島 混合入浴旅：その2
- 4巻 何かと気になる隣りについて考える/ちょっと一息タンマについて考える
- 5巻 慰めるについて考える/ノルマ やらねばならぬについて考える

番組開始15周年となる1988年から1991年にかけて「小沢昭一の小沢昭一的こころ」（カセットテープ全12巻。発売：CBSソニー）が発刊された。
- 1巻 女子マラソンはいい、走るについて考える/着替えるはき替えるについて考える
- 2巻 お父さんの国際化について考える/罰当たりについて考える
- 3巻 危険な情事を見た、泥沼について考える/月月火水木金金について考える
- 4巻 オイ虐待はよせ！について考える/金色夜叉について考える
- 5巻 乙女の祈りについて考える/胃袋について考える
- 6巻 お背中流しましょうについて考える/養生訓について考える
- 7巻 手引きマニュアル指導要領について考える/小判鮫、おこぼれ頂戴について考える
- 8巻 お父さんはお母さんだお母さんはお父さんだについて考える/草創期草分について考える
- 9巻 あら？もうおしまいについて考える/ギュッとしぼって、カスについて考える
- 10巻 そっくりさん、偽せ物について考える/のどかさやァ…長閑について考える
- 11巻 霜焼けについて考える/万物の素グヂャグヂャについて考える
- 12巻 いこかもどろかオーロラの下をについて考える/Are You Awake? 春のお目覚について考える

※なお、音源は著作権保護のため、内容の一部を変更している。
20周年となる1993年には全編小沢の歌唱による、番組20周年企画をほぼそのまま収録した2枚組CD「唱う小沢昭一的こころ」（1993年6月2日、ビクター音楽産業から発売。番組20周年企画の3週・15回分を収録）が、35周年となる2008年には「小沢昭一の小沢昭一的こころ大全集」（CD10枚組。発売：ジェネオンエンタテインメント）が、それぞれ記念発売された。2011年3月30日には、「小沢昭一の小沢昭一的こころ ゴールドボックス」と題したアルバムCD10枚組ボックスが発売された（発売：TBSラジオ、販売：日本コロムビア）。「ゴールドボックス」の1枚目・2枚目には、先述特番がそれぞれ「小沢昭一の小沢昭一的こころ10周年記念スペシャル 元祖 蒲田行進曲 その壱」「小沢昭一の小沢昭一的こころ10周年記念スペシャル 元祖 蒲田行進曲 その弐」というタイトルで収録された。
開始25周年となる1998年には、スポニチ文化芸術大賞優秀賞を受賞。2000年6月、小沢と制作スタッフが放送文化基金賞個人・グループ部門を受賞。
2011年3月14日から、3月11日午後に発生した東日本大震災の被災者に配慮し番組を一時休止した。ただし一部のネット局では裏送りで放送した。
2011年5月13日放送分をもって、番組開始から通算記念すべきとなる、1万回を達成した。1万回目の週のテーマは「一万回記念、万について考える」（※放送時のタイトルコール表記。公式ページのオンデマンド放送分の表記によると「ひとり万葉集、一万回について･･･考える」となっている）1万回目の放送は「宮坂薬局店長の宮坂さん」が結婚30周年について奥さんと話し、その後小沢が歌う「東京音頭」に繋げる内容となっていた。また、長寿番組として放送1万回を迎えたこの時期に、小沢は放送2万回を目指して意欲を示していたが、翌年12月に急逝した（後述）。

## 小沢の急逝・そして番組の終焉へ
2012年9月24日放送分から、小沢が長年患っていた前立腺癌による体調不良により入院した。本編は9月21日放送で急遽終了。また次週に予定されていたテーマは、「新宿今昔について考える」だったが、小沢本人の体調不良による回復が見込まれず、復帰が困難であったことから事実上の降板。同テーマはオンエアされることなく、収録も中止となったため、完全に打ち切りとなった。その代わりとして、40周年特別企画として過去の傑作選を12月28日まで放送した。同日の番組冒頭ではナレーションの藤田恒美が小沢本人の体調が優れない旨と傑作選放送のコメントを述べた。なお、11月16日は自宅にて収録された、番組最後の仕事となる小沢のメッセージを放送していた（収録日：11月5日）（一部は、小沢死去の際マスコミでも伝えられた）。
12月10日に小沢は死去。12月10日、本来であれば本番組傑作選の放送が予定されていた『大沢悠里のゆうゆうワイド』（8:30 - 13:00）内の該当時間帯（12時台）では、内容を変更。『ゆうゆうワイド』のパーソナリティである大沢悠里が小沢の訃報を伝えるとともに永六輔と毒蝮三太夫が生放送で電話出演し、追悼として2011年7月4日に小沢がゲスト出演した「お昼のスーパートーク」の放送回の一部が放送された。なお、キー局のTBSラジオでは以後の番組の取り扱いを「現在のところ決定していない」としたほか、追悼特別番組を検討中であることを発表した。
翌11日には、12月11日から12月14日までは追悼コーナーを放送すること、12月14日の第10415回（12月10日放送分は休止となったため、実際には10414回）をもって最終回とすることが報じられた。追悼コーナー初日は、前年6月放送分の編集版として「ハーモニカについて考える」が放送された。そして、12月14日まで傑作選が放送され、10414回でTBSラジオの放送は終了した。
最後の新作となった2012年9月21日放送分までの回数は10355回だった。TBSラジオでは12月10日（テーマ「大百貨店について考える 第1話」=2010年放送）の放送を休止したが、一部のネット局では予定通り放送したほか、公式ウェブサイトでの配信も行われた。
TBSラジオでの放送終了後も、一部のネット局では裏送り扱いとして、各局で終了日が異なるものの引き続き傑作選を放送し、12月28日までに全ネット局での放送を終了。1973年1月の第1回スタート以来、「小沢昭一的こころ」は、放送歴40年、延べ通算10414回という放送回数、そしてその歴史にピリオドを打つこととなった。（後述も参照）。また、番組公式ウェブサイトでのオンデマンド配信も、一部ネット局に合わせ、傑作選を配信していた。

### 小沢昭一さん追悼特別番組「明日のこころだ 小沢昭一について考える」
2012年12月29日20:00 - 21:00には、『小沢昭一さん追悼特別番組「明日のこころだ 小沢昭一について考える」』（おざわしょういちさんついとうとくべつばんぐみあしたのこころだ おざわしょういちについてかんがえる）を放送。司会は、堀井美香（当時TBSアナウンサー）。『小沢昭一的こころ』など小沢出演番組の音源と、黒柳徹子、大沢悠里、柳家小三治、藤田恒美 ほか小沢と親交のあった人物からの追悼メッセージで構成。一部JRN系列局でもネットされた（後述も参照）。
放送批評懇談会が主催する第50回ギャラクシー賞において、ラジオ部門特別賞を受賞した。

## 番組終了後
2015年12月2日、小沢の没後3年を機とした企画CD-Box「小沢昭一的こころ 昭和の傑作選CDボックス」（10枚組）が日本コロムビアより発売された。プロデュースは大沢悠里と謳われている。
- 【DISC1】ラジオは叫ぶ1・2・3について考える（平成元年10月9日 - 13日放送）/お父さんはお母さんだ お母さんはお父さんだについて考える（平成2年1月8日 - 12日放送）
- 【DISC2】慰めるについて考える（昭和57年5月17日放送）/義務、ノルマ、やらねばならぬを考える（昭和54年8月27日放送）
- 【DISC3】何かと気になる隣りについて考える（昭和56年2月9日放送）/ちょっと一息タンマについて考える（昭和55年9月29日放送）
- 【DISC4】お父さんの国際化について考える（昭和63年3月28日 - 4月1日放送）/女子マラソンはいい、走るについて考える（昭和63年2月22日 - 26日放送）
- 【DISC5】花は霧島、混合入浴旅：その①（昭和57年3月22日 - 26日放送）/花は霧島、混合入浴旅：その②（昭和57年3月29日 - 4月2日放送）
- 【DISC6】不景気と言えば、僕が生まれた頃について考える（平成5年10月25日 - 29日放送）/万物の素グヂャグヂャについて考える（平成3年2月18日 - 22日放送）
- 【DISC7】実演について考える（平成3年12月30日 - 1月3日放送）/ナメクジについて考える（昭和63年6月14日 - 18日放送）
- 【DISC8】マイ・ブルー・ヘブン私の青空について考える（昭和63年9月27日 - 10月1日放送）/夜店について考える（昭和63年8月16日 - 20日放送）
- 【DISC9】『なに、遊ぶために働く？月月火水木金金について考える（昭和63年5月10日 - 14日放送）/あら？もうおしまいについて考える（平成元年8月21日 - 25日放送）
- 【DISC10】唱う小沢昭一的こころ（1）シンクロ歌合戦（平成4年12月28日 - 1月1日放送）/（2）新春かくさず芸大会（平成5年1月4日 - 8日放送）/（3）正月気分は反戦気分（平成5年1月11日 - 15日放送）

※なお音源は、著作権保護のために内容の一部を変更している。

## スタッフ
- 口演（パーソナリティ）：小沢昭一[33]
- お囃子（音楽）：山本直純[33]
- 筋書き（脚本）：津瀬宏[1][33]（番組開始当初のメインライター）、木谷恭介[33]（過去）、 宮腰太郎[1][33]（1979年 - 2009年1月）、大倉徹也[33]（音楽著作権の関係から更新されないことが多かった）、水根重光[33]、林あさひ[33]、山本喜浩[33]、石川雄一郎[33]、神津友好、妹尾匡夫、三田完
- タイトル・スポンサーナレーション：藤田恒美[34]
- プロデューサー：坂本正勝[27]（TBSラジオ[23]） ※開始当時から担当[23]

## 番組の流れ
- 山本直純作曲による主題曲（小沢の持ち歌『明日の心だ』のインストゥルメンタル）のBGMに合わせ、藤田恒美の声で、「小沢昭一の小沢昭一的こころ。今日は、○○について考える。口演：小沢昭一、筋書き：◯◯◯◯、お囃子：山本直純。」[35]。が被っていた。

- 小沢の前説→間奏曲→本題。
  - 場面転換時の間奏曲には、ピアノ、ファゴット、ハーモニカ、三味線（細棹）、口笛等をソロに用い、長さも異なる多種が併用されている。
- エンディングテーマ[36]→CM、またはフィラー音楽。
- 20秒の締めの一言。
  - ネット局では、直前に提供クレジットを挿入。
  - 小沢の「また明日の○○のこころだァーッ」または「また来週の◯◯のこころまでェーッ。」[37]の雄叫び→エンディングテーマで終了[38]。尚このローテーションは、番組開始から小沢の急逝まで変わることなく固定されていた。
- 番組終了時のフィラー音楽は、ノーマン・ブラウンの「inside」だった。

## 放送時間の変遷
制作局のTBSラジオでは、開始当初は17:45 - 18:00に放送。当初より、17:00からのワイド番組『東京ダイヤル』（1973年4月13日まで）→『おつかれさま5時です』（1973年4月16日 - 1983年4月8日）内でされていた。その後、直後のニュース番組（『ニュースハイライト』→『ネットワークトゥデイ』）内で拡大に従い、1983年4月11日から17:30（『若山弦蔵の東京ダイヤル954』内）へ開始時間を前倒しして行き、1993年4月より17:15開始となった。1995年4月10日から1998年4月3日までは『荒川強啓 デイ・キャッチ!』内で番組として放送された。
なお、この時期までは最初のエンディングテーマが流れ、CMが挿入された後に、ネット局が差し替え可能なローカル枠が設定されていた。ローカル枠ではTBS発のBGMが流れており、ローカル枠が終わり、BGMがフェードアウトし切らないうちに締めの一言が始まり、2回目のエンディングへ入っていた。ローカル枠は『うわさの調査隊』→『メキキの聞き耳』→『ニュースクリップ』へと受け継がれ、『デイ・キャッチ!』の終了と共に廃枠した。なお本番組が番組販売へ移行した後は、1回目のエンディングの後、CMを挟んで締めの一言へ移る形となった。
1998年4月6日より、スポンサーの都合で夕方の全国ネット枠から移動・10分枠への変更となり、各局で異なる放送時間となった。TBSラジオでは当初『松崎菊也のいかがなものか!?』内で放送され（15:30ごろ）、1999年4月5日より『大沢悠里のゆうゆうワイド』内の12時台（下記参照）の放送に変更された。
大阪の朝日放送では、17:30（後に17:15）開始の『ニューススタジアムABC』内で放送していた期間のみ、テープネットによる時差放送を行い、アナウンサーの進行次第で17:35（17:20）ごろの開始になる場合が多かった。そのため、全国ネットの後続番組『ニュースハイライト』→『ネットワークトゥデイ』 と放送時間が一時期バッティングしていたが、『ニューススタジアムABC』から独立した時点で解消した。

## ネットしていた局
特記ない限り、ネット局と放送時間（終了当時）を明記。

### 2012年12月時点でネットしていた局
小沢の逝去をうけた12月10日以降の各局における取り扱いはそれぞれ異っている。なお、TBSラジオが放送を終了した翌週にあたる12月17日以降も放送を続けた局では、12月28日まで「追悼放送」として引き続き傑作選を放送していた。
- TBSラジオ（番組制作局。2012年12月14日で終了）：12:20 - 12:30[43] ※12:15 - 12:25[44][45]、12:22 - 12:30とする場合もあった。

北海道・東北地方
- 北海道放送 17:20 - 17:30（2009年10月5日以降）[46]
- 青森放送 11:45 - 11:55（1998年4月6日 - 2012年12月28日）
- 秋田放送 18:00 - 18:10
- IBC岩手放送 12:15 - 12:25
- 山形放送 16:30 - 16:40
- 東北放送 17:15 - 17:25[47]
- ラジオ福島 12:50 - 13:00（2012年12月10日は追悼内容に差し替え、12月7日で打ち切り）

東海・北陸・甲信越地方
- 新潟放送 14:00 - 14:10
- 信越放送 13:50 - 14:00（2012年12月11日から12月28日まで追悼編を放送。12月29日の追悼特別番組もネット）
- 山梨放送 12:10 - 12:20（小沢の没後、12月11日から12月14日まで休止したが、12月17日以降は放送）
- 静岡放送 18:10 - 18:20[48]
- 北日本放送 11:40 - 11:50
- 北陸放送 16:25 - 16:35
- 福井放送 18:10 - 18:20
- CBCラジオ 12:22 - 12:30[49]

中国・四国地方
- 山陰放送…16:35 - 16:45
- 山口放送…15:30 - 15:40
- 四国放送…12:45 - 12:55（2012年12月17日で打ち切り）
- 南海放送…13:25 - 13:35
- 高知放送…13:15 - 13:25（2012年12月17日で打ち切り）

九州・沖縄地方
- RKB毎日放送 15:32 - 15:42（｢エンタメバラエティ THE☆ヒット情報｣内）
- 長崎放送 16:20 - 16:30
- 大分放送（2012年12月17日 - 12月21日は休止）10:00 - 10:10
- 熊本放送 13:25 - 13:35
- 南日本放送 13:25 - 13:35
- 宮崎放送 （2012年12月14日で打ち切り）10:45 - 10:55（? - 2011年4月1日11:45 - 11:55）
- 琉球放送 21:50 - 22:00（12月10日から12月21日は休止）[50]

### 小沢の死去以前にネットしていた局
- 朝日放送（トヨタがスポンサーを降板する1998年4月3日まで、時間変更を繰り返しつつ放送[51]。終了当時の放送時間は、17:15 - 17:30[52]）
- 山陽放送（トヨタがスポンサーを降板する1998年4月3日までネット。その後は、2002年4月から2006年3月31日まで）
- 中国放送（トヨタがスポンサー降板する1998年4月3日までネット。その後は、2005年4月から2007年3月30日まで）
- 西日本放送（1999年10月 - 2000年3月、2004年4月 - 2005年3月）
- 和歌山放送（トヨタがスポンサーを降板する1998年4月3日までネット。1998年4月6日 - 2006年3月31日の間ネット中止。2006年4月から2008年9月26日まで再度ネット）[53]

### 追悼特別番組を放送した局
TBSラジオと同時ネット
- 新潟放送
- 信越放送
- 北日本放送
- 静岡放送
- 和歌山放送
- 四国放送
- 高知放送
- 熊本放送
- 南日本放送
- 琉球放送

時差放送
- 東北放送（2013年1月26日20:00）
- ラジオ福島（12月30日15:00）[30]
- 山陽放送（12月30日20:00）
- RKB毎日放送（12月30日15:30）
- 大分放送（12月30日11:00）

## 参考資料
- TBS50年史（2002年1月、東京放送編・発行）
  - 資料編
  - 付録DVD-ROM『ハイブリッド検索編』
- 朝日放送の50年 III 資料集（2000年3月31日、朝日放送発行）
- 『産経新聞』2012年12月11日付掲載『産経抄』
  - ウェブ版（MSN産経ニュース。2012年12月11日3時18分）（2012年12月10日時点のアーカイブ）